# Catherine Breyton
Catherine Breyton ( Breyton-Faye), née en 1955 est une skieuse de vitesse française.

## Biographie
Elle est originaire de Villard-de-Lans. 
Elle intègre l'équipe de France B de ski alpin et dispute la Coupe d'Europe. Elle découvre ensuite le ski de vitesse aux États-Unis.
En 1978 à Portillo (Chili), elle devient recordwoman du monde avec une vitesse de 165 km/h.
Deux ans plus tard en 1980, elle bat son propre record du mode à Silverton (États-Unis) avec une vitesse de 169,332 km/h. Son record personnel est de 190,9 km/h. 
Elle est championne du monde en 1980 et 1981 et vice-championne en 1984 et 1985.
Elle est une pionnière du monoski et a enseigné le ski à La Mongie. Elle a développé le taï-ski (application des principes du taï-chi au ski). 
Elle a pour sœur la skieuse de vitesse Annie Breyton, recordwoman du monde en 1982.